# Nicolae Kretzulescu
Nicolae Kretzulescu (Bucarest, 1812-Leordeni, 1900) fue un político, médico y diplomático rumano.

## Biografía
Nacido el 1 de marzo de 1812 en Bucarest, estudió en París, donde se doctoró. Al regresar a Valaquia en 1840, obtuvo permiso del gobierno para abrir una escuela de cirugía en el hospital de Colțea, donde fue profesor de anatomía. Involucrado en la revolución de 1848, tras esta se exilió y se dirigió a Constantinopla, donde fue nombrado médico jefe del hospital militar de Kuleli. Al regresar al Principado de Valaquia en 1850, entró en la vida política. Durante el reinado de Barbu Știrbei en 1854 desempeñó diversos cargos como ministro del Interior, de Finanzas, de Instrucción y presidente del Consejo. Tras la unión de los Principados, Kretzulescu ocupó cargos como los primer ministro, ministro de Finanzas y ministro de Interior, entre otros.
En 1871 formó parte del Gobierno de Lascăr Catargiu, como ministro de Justicia y Obras Públicas, hasta octubre de 1873. Más adelante representó al país en el extranjero como ministro plenipotenciario en Roma, San Petersburgo y París, bajo el gobierno liberal. Miembro de la Academia Rumana, publicó títulos como Tratat de anatomie (1842, tres volúmenes) y Amintiri istorice. Falleció el 26 de junio de 1900 en Leordeni, una comuna del distrito de Argeș.